# 安田屋旅馆

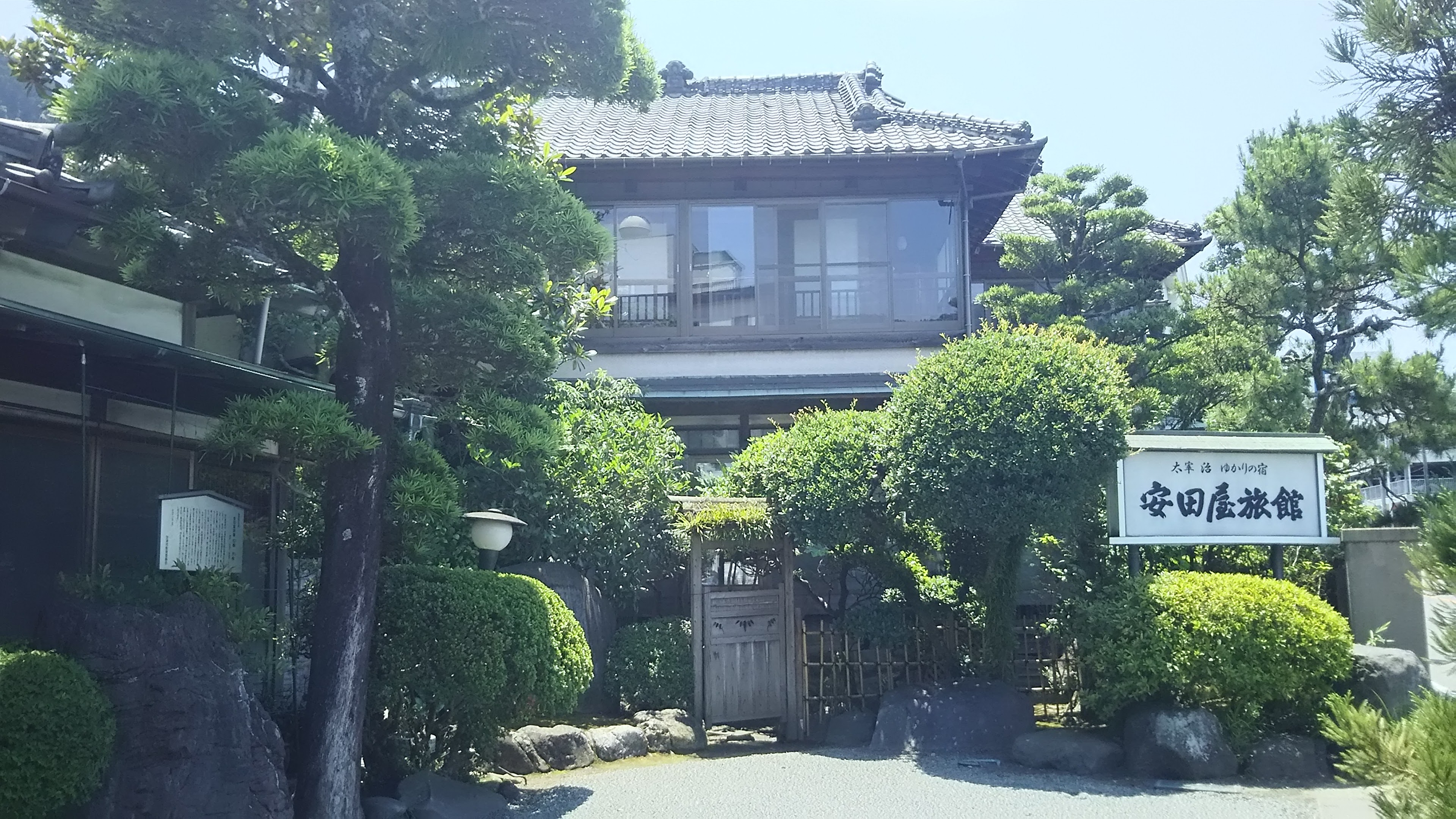
安田屋旅馆外景。

安田屋旅馆（日语：／ Yasuda Ryokan）是一座位于日本静冈县沼津市内浦三津的温泉旅馆，其中的“松栋”和“月栋”是日本的国定登录有形文化财（物质文化遗产）。

## 简介
旅馆1887年开业，起初为商人提供住宿服务。1918年开始在现在的地点营业，同年“松栋”建成。1931年，旅馆的“月栋”落成。
1947年2月，作家太宰治曾在安田屋松栋2楼的“松之弐”房间（现名为“月见草之间”）住宿半个月，并在此创作了小说《斜阳》的前两章。为纪念太宰治，旅馆特地开设了名为“伊豆文库”的太宰治资料室兼纪念馆。
另外，安田屋也是动画《LoveLive! Sunshine!!》中高海千歌家开设的旅馆“十千万”的原型，由此也引发了“圣地巡礼”的风潮。